# Johann Heinrich Füssli
Johann Heinrich Füssli (Zúrich, 7 de febrero de 1741-Putney Hill, Londres, 16 de abril de 1825) fue un dibujante, pintor, historiador del arte y escritor suizo, posteriormente establecido en Gran Bretaña, donde es conocido como Henry Fuseli.
Pintor de difícil clasificación, se le ha calificado de neoclásico, neomanierista y prerromántico. En sus imágenes confluyen corrientes que provienen de las tradiciones clasicista y manierista con otras que son específicas de la pintura inglesa y nórdica, reflejando una concepción de lo sublime que se manifiesta en el arte y la literatura inglesas del siglo XVIII. En su estancia en Italia alcanzó su estilo definitivo, basado en el manierismo, con rasgos clasicistas, pero más dramáticos que los de sus contemporáneos. Su apasionamiento, emocionalismo y subjetividad —lo que llamamos «romanticismo»— llevó su estilo hacia lo irracional. La obra de Füssli tiene un marcado carácter teatral, no solo por los temas, sino por su sentido plástico de las imágenes, en cuya representación huye de la perspectiva renacentista. Las formas de sus figuras se apartan de las reglas de las lecciones de anatomía y dan lugar a nuevas criaturas fantásticas y sensuales.
Temáticamente, pese a su establecimiento en Inglaterra, Füssli representa un sentido del romanticismo plenamente alemán: su mundo nocturno y terrorífico es paralelo al del «romanticismo oscuro» de Novalis, Hölderlin, Jean Paul y Hoffmann. Todo ello sitúa a Füssli como una figura fundamental para la transición entre el neoclasicismo y el romanticismo, y como uno de los artistas pioneros en la exploración de lo irracional, hecho por el que algunos historiadores del arte lo comparan con Goya. Aunque poco después de su muerte su obra cayó en un relativo olvido, su figura fue reivindicada por los expresionistas y surrealistas, que lo consideraron un predecesor.

## Biografía

### Juventud y formación en Suiza

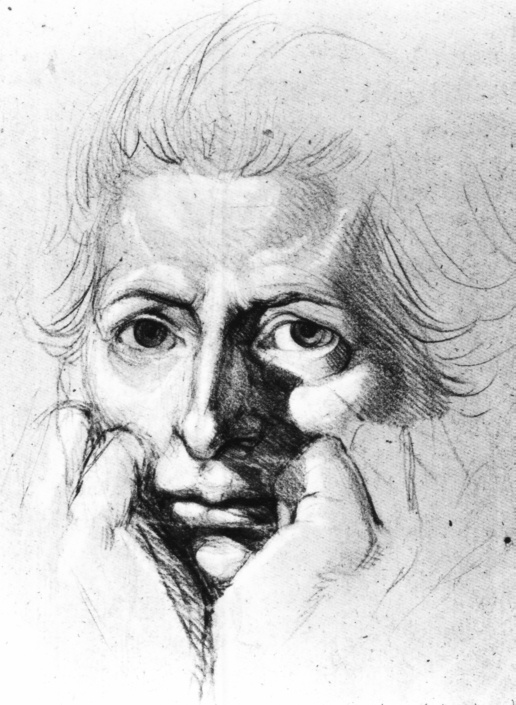
Autorretrato (1790), Victoria and Albert Museum, Londres.

Füssli nació el 7 de febrero de 1741 en Zúrich, el segundo de los cinco hijos de Elisabeth Waser y de Johann Caspar Füssli. Su padre, pintor de retratos y paisajes, autor de Vidas de los pintores helvéticos, quería que Henry se dedicara a la teología y lo envió al Colegio Carolina de Zúrich, donde recibió una educación clásica.
Su padre, amigo del famoso crítico de arte Johann Joachim Winckelmann, escribió un libro sobre pintura suiza, y reunió una gran colección de dibujos y grabados suizos de los siglos XVI y XVII. Su hermano, Johann Kaspar Füssli, fue también pintor y entomólogo. Los inicios de Heinrich fueron en el terreno de la literatura, y tan solo a partir de 1764, en Inglaterra, se dedicó de lleno a la pintura. De hecho, él mismo no se consideraba un artista, sino un ilustrador de temas literarios.
En su juventud en Zúrich se vinculó al Sturm und Drang, movimiento prerromántico que, en contraposición al racionalismo de la Ilustración, retornó a la emoción y la fantasía, a la expresión de los sentimientos, los instintos y las pasiones del hombre. En casa del padre de Füssli se reunían los fundadores del movimiento en Suiza: Johann Jakob Bodmer y sus discípulos Johann Caspar Lavater —gran amigo de Füssli durante toda su vida—, Johann Heinrich Pestalozzi y Johann Jakob Breitinger. Bodmer tradujo El paraíso perdido de John Milton, que junto a la traducción de Shakespeare al alemán por Wieland influyeron en Füssli, que empezó a interesarse por la literatura inglesa (Shakespeare, Milton, Young, Shaftesbury). Las enseñanzas de Bodmer fueron la base estética del estilo artístico de Füssli, especialmente su concepción de los poetas como genios transmisores de la pasión y el sentimiento, así como su defensa de la ambivalencia pasional del arte y la poesía entre la alegría y la tristeza, el placer y el dolor, que otorgaba a la temática dramática y pasional un mismo nivel de validez artística que los serenos y equilibrados argumentos del racional y clasicista movimiento ilustrado.
La iniciación artística de Füssli fue temprana: de pequeño copiaba algunos de los grabados de la colección de su padre (de autores como Niklaus Manuel Deutsch, Urs Graf, Christoph Stimmer o Gotthard Ringli), escogiendo con frecuencia temas violentos, con fuertes claroscuros, figuras estilizadas y monumentales (Caída de los Titanes, 1752, Öffentliche Kunstsammlung, Basilea). En su adolescencia cambió de temática, pasando a lo macabro y grotesco, a veces con intención satírica y un cierto aire caricaturesco, y a menudo con ciertos toques eróticos, como se evidencia en su copia del Narrenbuch de Rudolf y Conrad Meyer, serie de dibujos sobre la estupidez humana. Surgió entonces una dualidad en su obra: por una parte, los temas eróticos y violentos, por otra, una virtud y sencillez influidas por Rousseau.
Hacia 1755 comenzó a afianzarse su estilo: en sus grabados de 1755-57 sobre Till Eulenspiegel refleja un estilo entre manierista y barroco influido por Durero, que combinaba a la vez expresividad y realismo. Ese primer contacto con el manierismo suizo, combinado con las ideas del Sturm und Drang, marcó el estilo futuro de Füssli. Durante un corto periodo ejerció de pastor zwingliano, con influencia de una teología emocional que marcó alguna de sus obras. En ese tiempo empezó a surgir en Füssli un pesimismo, una actitud trágica proveniente de las ideas de Rousseau sobre que la civilización había corrompido a la humanidad, y desde entonces tuvo una preferencia temperamental por la visión trágica de la humanidad.
Entre 1763 y 1764 viajó a Alemania, exiliado por un tiempo debido a un panfleto que publicó contra el gobierno oligárquico de Zúrich. Allí contactó con los escritores Friedrich Gottlieb Klopstock y Johann Joachim Spalding, y escribió poemas líricos influidos por Young, además de realizar algunos dibujos de temas morales. Por aquel entonces defendía la utilidad moral del arte, como se demuestra en dos obras realizadas en la casa de campo de Spalding en Barth, Destino del hombre e Instrucciones para mis hijas. Por lo general, sus dibujos de esa época se inspiran en Nicolas Poussin y William Hogarth, como en Muerte de un húsar húngaro (1764, Kunsthaus, Zúrich).

### Primera estancia en Inglaterra

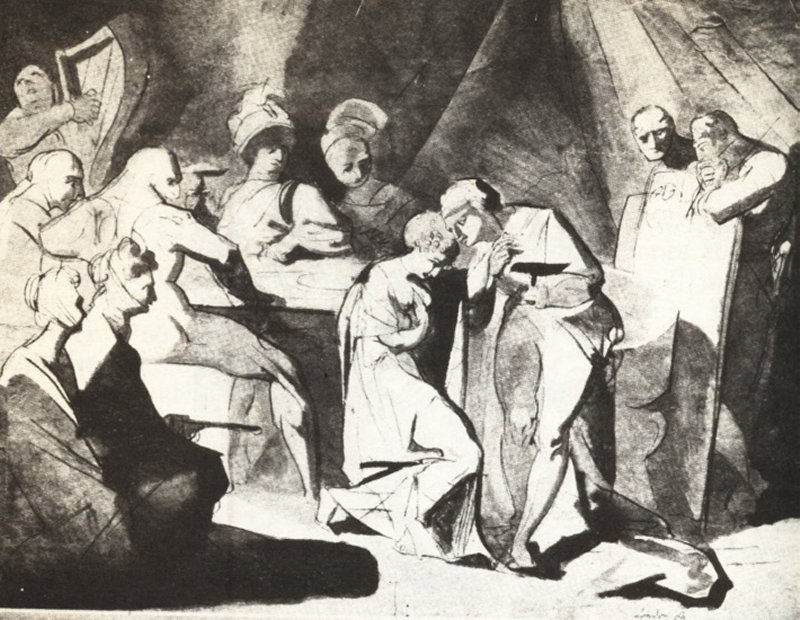
Bardo tocando el arpa (1769), Colección Bollag, Zúrich.

Entre 1764 y 1770 se estableció en Inglaterra, donde empezó a ilustrar a Shakespeare, y tradujo Macbeth al alemán. Allí conoció a Thomas Coutts, banquero de Jorge III y uno de los hombres más ricos del país, que sería uno de sus máximos benefactores y que lo introdujo en los ambientes aristocráticos. En esa época empezó a alejarse de Rousseau, quizá influido por el ambiente mundano y cosmopolita de la sociedad inglesa, y frente a la idea rousseauniana de la bondad natural del hombre empezó a aceptar el carácter corrupto y depravado de la humanidad, reafirmando su sentido trágico del hombre. Por otro lado, empezó a relativizar la moralidad, que de tan idealizada que la tenía pasó a volverse ilusoria, algo inalcanzable para el humano mortal. Al tiempo, y pese a sus ideas liberales, empezó a considerar el arte como algo propio de genios y solo asequible a élites intelectuales, por lo que su pensamiento osciló entre el progresismo social y el reaccionarismo intelectual.
En Inglaterra pudo conocer de primera mano la obra de sus autores favoritos, Milton y Shakespeare: el ambiente intelectual de esa época comenzaba a interpretar a Shakespeare de forma más apasionada, no tan realista como hasta entonces, y Füssli se hizo eco de esa corriente a través de una serie de dibujos inspirados en los dramas del autor inglés, escogiendo por lo general las escenas más crueles y horripilantes, a las que a veces daba un toque erótico (lamentablemente, la mayor parte de sus obras de esa época se perdieron en un incendio en 1769). Su estilo fue derivando cada vez más hacia el manierismo —pese a algunas obras de tono más realista, como su ilustración del Peregrine Pickle de Tobias George Smollett—, mientras que sus temas esbozaban los que serían temas típicos del romanticismo: en 1769 pintó Bardo tocando el arpa (Colección Bollag, Zürich), inspirado en el incipiente romanticismo escocés —aparecido entonces con el Ossian de James Macpherson—, donde refleja rasgos de Rembrandt y de Salvatore Rosa, y una moda medieval inspirada en Pontormo y Baccio Bandinelli. Ese mismo año realizó El sueño de Arturo (colección privada, Oberhofen), una escena del Faerie Queene de Edmund Spenser, inspirada en el Marte y Venus de Rosso Fiorentino.

### Estancia en Roma

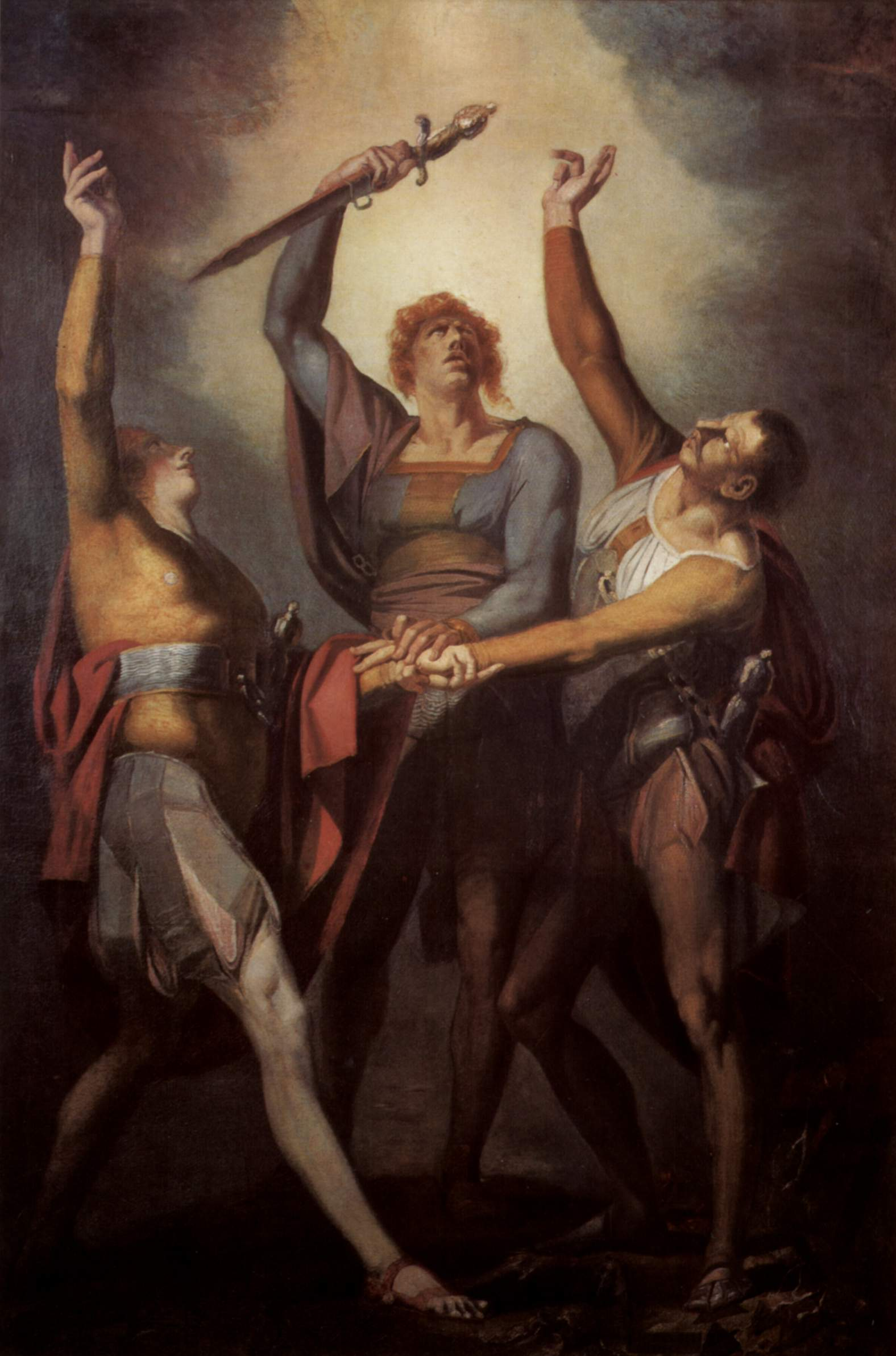
Juramento en el Rütli (1779-80), Rathaus, Zúrich.

Entre 1770 y 1778 se estableció en Roma, donde se concentró más que nunca en el arte, ya que en esas fechas decidió definitivamente dedicarse a la pintura de forma profesional. En Italia alcanzó su estilo definitivo, basado en el manierismo y abandonando totalmente el realismo, con un estilo más abstracto, imaginativo, monumental, severo y esquemático, con predilección como hasta entonces por escenas dramáticas y violentas, e inspirándose, como había hecho hasta entonces, en temas literarios. Aun sí, mantuvo en su obra ciertos rasgos clasicistas —por influencia de Winckelmann—, si bien reinterpretados de forma personal, adoptando los componentes que más convenían a su estilo, que en última instancia se podría considerar como un manierismo de raíz clasicista.
Recibió entonces la influencia de Miguel Ángel, al que consideraba el mayor genio del arte, al igual que Shakespeare lo era en la literatura. Sus figuras pasaron a ser alargadas, estilizadas, destacándolas sobre el conjunto, sin apenas espacio ni perspectiva, con horizontes bajos y pronunciados contrastes de luz y sombra. También se inspiró en los manieristas italianos, como Baccio Bandinelli, Rosso Fiorentino, Parmigianino, Domenico Beccafumi, Luca Cambiaso o Battista Franco. De Parmigianino tomó especialmente su sentido estilizado del erotismo, con figuras de formas curvadas y alargadas, que sería su prototipo femenino en adelante, por lo general recreando una figura cercana a la femme fatale, altiva y sensual, con insistencia en la expresividad del rostro, donde destacan unos ojos muy abiertos. En cambio, para los desnudos masculinos se solía inspirar en los frescos del Juicio Final de la Catedral de Orvieto de Luca Signorelli, con figuras musculosas en actitudes tensas y dramáticas, que usaba generalmente en figuras de carácter violento, como verdugos y gladiadores. Asimismo, durante su estancia en Roma estudió el arte antiguo, del que tomó alguna referencia puntual, especialmente del grupo escultórico de los Domadores de caballos de Monte Cavallo (siglos IV-V), del que tomó una figura que sería típica en su producción, en el rol de joven héroe, de postura erguida, con las piernas separadas y un brazo en alto.
En esos años hizo copias de Miguel Ángel (Antepasados, Profetas y Sibilas de la Capilla Sixtina), e ilustró temas de Dante, Shakespeare, Milton y Thomas Gray. En 1772 realizó Muerte del cardenal Beaufort (British Museum, Londres), inspirado en la Muerte de Germánico de Poussin. En 1772-74 ilustró la Divina Comedia, en una línea manierista-barroca. En una visita a Venecia recibió igualmente la influencia del manierismo tardío de Tintoretto (Moisés predicando en el Monte Sinaí, 1776, Kunsthaus, Zúrich; Traslado del cadáver de Sarpedón, 1778, Kunsthaus, Zúrich). En una composición de 1778-80, El artista desesperado ante la grandeza de las ruinas antiguas, reflejó el sentimiento característico de la época de admiración por las ruinas clásicas, proveniente de Winckelmann —cuya obra Reflexión sobre la imitación de las obras de arte griegas (1755) tradujo al inglés—. Sus obras en esos años son dinámicas, generalmente con escenas de grupos en movimientos tensos, forzados, en composiciones muchas veces diagonales o piramidales (Lear abrazando a Cordelia agonizante, 1777, Kunsthaus, Zúrich; Ricardo III visitado por espectros, 1777, British Museum, Londres), a veces con un marcado componente erótico (Perseo y Andrómeda, 1778, British Museum, Londres). Durante su estancia en Italia elaboró una serie de imágenes eróticas llamada «dibujos de simplegma» (entrelazamiento), donde el sexo se relaciona con la pasión y el sufrimiento —entroncando con el antiguo concepto de pathos—, en láminas que evocan los antiguos ritos báquicos y priápicos, con un erotismo crudo y realista alejado de la galantería rococó.
En 1779 volvió a Zúrich en camino de regreso a Inglaterra. Allí pintó el Juramento en el Rütli (Rathaus, Zúrich), un encargo de la Federación Suiza para conmemorar el alzamiento de los tres cantones (Uri, Schwyz, Unterwalden) contra la dominación austríaca. En esta obra las figuras llenan el espacio, sin fondo, en posturas violentas, resueltas con un contrapposto, y reflejan un moralismo heroico que tiene cierto paralelo con el Juramento de los Horacios de Jacques-Louis David (1782-84).

### Vuelta a Inglaterra

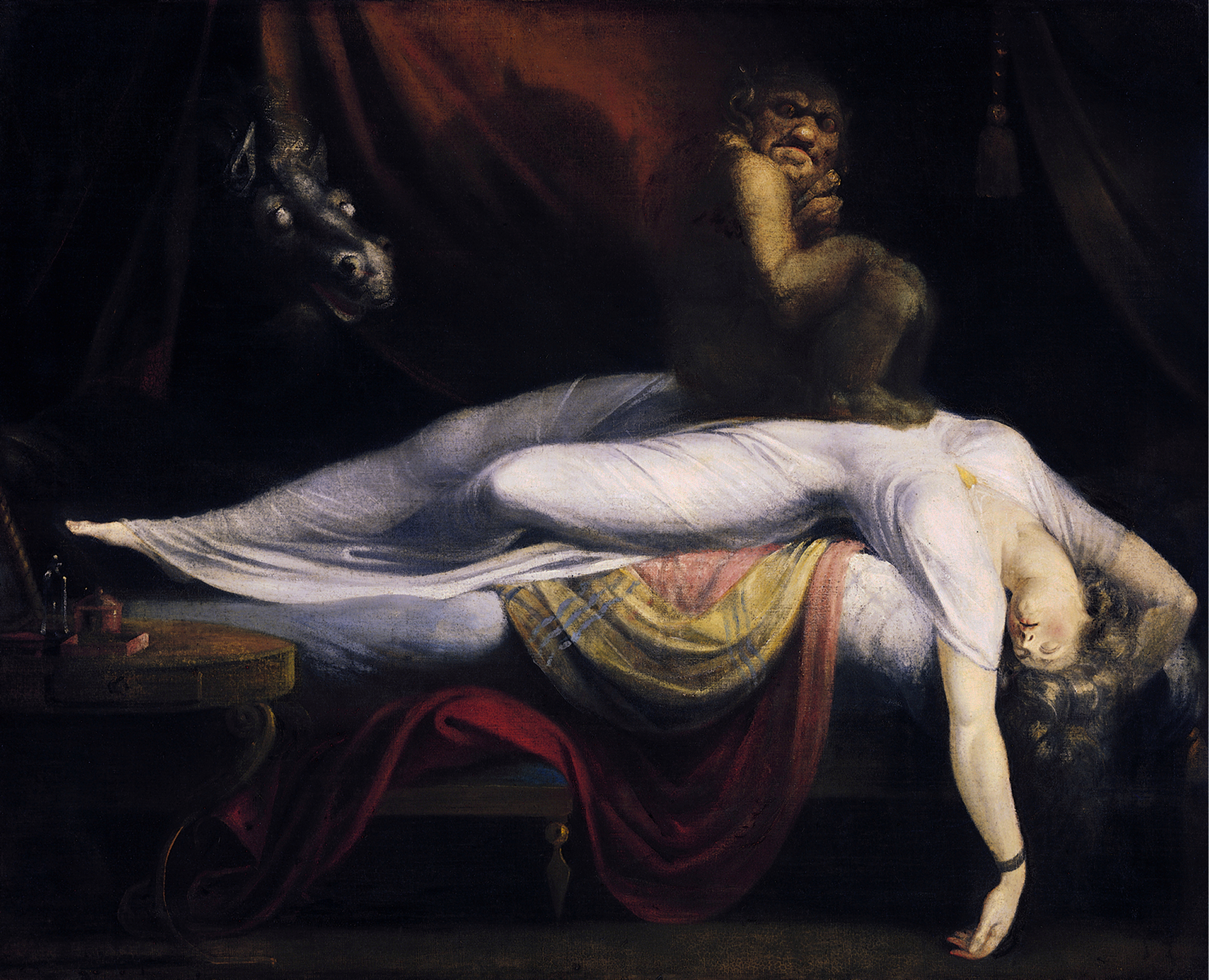
La pesadilla (1781), Institute of Arts, Detroit.

En 1779 regresó a Inglaterra, donde se centró más que nunca en el arte, al tiempo que sus ideas políticas se iban suavizando, y pese a unas primeras muestras de simpatía por la Revolución Francesa, pronto derivó hacia posiciones más moderadas, y se movió en círculos más intelectuales que no políticos. Sus obras fueron compradas en su mayoría por sus amigos de esos círculos, como el banquero Thomas Coutts, el historiador William Roscoe, el millonario y artista aficionado William Lock, o el artista y presidente de la Royal Academy Thomas Lawrence. En 1788 se casó con Sophia Rawlins, con la que no tuvo hijos. Aunque por lo general su arte no fue muy apreciado a nivel popular, sí gozó de fama y honores como experto erudito en arte: en 1788 ingresó como socio en la Royal Academy, de la que posteriormente fue miembro ordinario (1790), profesor de pintura (1799) y, por último, conservador vitalicio. En 1816 fue nombrado miembro honorífico de la Accademia di San Luca por Antonio Canova, de visita en Inglaterra, junto a John Flaxman y Thomas Lawrence, según Canova los «tres mayores artistas ingleses».
En esta época pintó sus cuadros más importantes, ilustrando temas de Shakespeare, Milton, Cowper y Homero, así como diversas obras como el Cantar de los Nibelungos y el Oberon de Wieland. Además, recibió el encargo de John Boydell para ejecutar unas pinturas basadas en la obra dramática de Shakespeare, las cuales fueron utilizadas como base para ilustrar una gran edición impresa de este dramaturgo, que se exhibieron por varios años en la Galería Boydell Shakespeare. De igual forma, sus ilustraciones sobre Milton fueron expuestas en el Pall Mall de Londres con el nombre Milton Gallery (1799). En estas obras Füssli remarca lo erótico e insiste cada vez más en lo demoníaco y satánico. No utiliza mucho el color —que subordina al dibujo—, que suele ser gris o marrón, en tonos fríos y de tiza. Por lo general, enfatiza más las figuras principales de la escena, mientras que las secundarias aparecen difuminadas. En sus dibujos, utiliza más el lápiz y la tiza que la pluma y la aguada, que anteriormente empleaba con más profusión, y los claroscuros, antes más violentos y forzados, aparecen ahora más suavizados.
También comenzó a componer temas inventados, generalmente de carácter fantasmagórico: Miedo (1780-82, Kunsthaus, Zúrich), cuya composición apunta al expresionismo; La pesadilla, de la que hay varias versiones (1781, Institute of Arts, Detroit; 1790-91, Goethes Elternhaus, Fráncfort del Meno), probablemente su obra más conocida, quizá inspirada en el Sueño de Hécuba de Giulio Romano o en el Sueño de Rafael de Marcantonio Raimondi, es donde presenta su torturado fondo psicológico de una manera más intimista; Soledad en el ocaso (1795-1800, colección privada, Zúrich), ilustración del Lycidas de Milton, donde reproduce una de las figuras de los Antepasados de Miguel Ángel (Naason); Silencio (1800, Kunsthaus, Zúrich), también reproduce otra figura de Miguel Ángel (Aminadab).
En la última década del siglo XVIII comenzó a inspirarse en Pellegrino Tibaldi, al que consideraba el discípulo más importante de Miguel Ángel, y del que tomó la monumentalidad de las figuras y el dinamismo de la acción, especialmente en gestos y actitudes. De Tibaldi imitó figuras para cuadros como La caída de Ícaro (1795, Kunsthaus, Zúrich), Aquiles tratando de coger la sombra de Patroclo (1805, colección privada, Zúrich) y Altea rezando por la muerte de Meleagro (1806, Colección Oppé, Londres), donde Meleagro sugiere tanto al Polifemo de Tibaldi (de Odiseo deja ciego a Polifemo, Palazzo Poggi, Bolonia) como al Heliodoro de Rafael (de La expulsión de Heliodoro del templo, en las Estancias Vaticanas). En Odiseo escapando de Polifemo (1805, Colección Ulrich, Zúrich), la composición recuerda tanto a Tibaldi como a los frescos de Primaticcio de la Galerie d'Ulysse de Fontainebleau; en esta obra Füssli cambió la composición, monumental y maciza, pero no tan violenta. En otra ilustración para la Ilíada, Aquiles sacrificando su cabello en la pira funeraria de Patroclo (1795-1800, Kunsthaus, Zúrich), la figura de Aquiles es una versión del Marte de Rosso Fiorentino, de su serie de los Dioses.
Continuó igualmente con los temas eróticos, en los que se solía basar en grabados de Hendrick Goltzius y Bartholomeus Spranger, en obras como: Teseo y Ariadna (1787, Kunsthaus, Zúrich), Titania y Bottom (1790, Tate Gallery, Londres), Caída de Ícaro con mujeres bañándose (1795, Kunsthaus, Zúrich), Desnudo echado mientras una mujer toca el piano (1800, Colección Ganz, Chicago) —inspirado en Venus recreándose en la música de Tiziano—, Cortesana con adorno de plumas (1800-1810, Kunsthaus, Zúrich) y Pesadilla (1810, Kunsthaus, Zúrich). También recreó temas fantásticos, como las ilustraciones para el Sueño de una noche de verano de Shakespeare y el Faerie Queene de Edmund Spenser, en escenas de gran dinamismo donde una multiplicidad de personajes de tipo fantástico (duendes, hadas, gnomos), vuelan en el espacio en complejos remolinos, en composiciones ondulantes y vigorosas.

### Últimos años

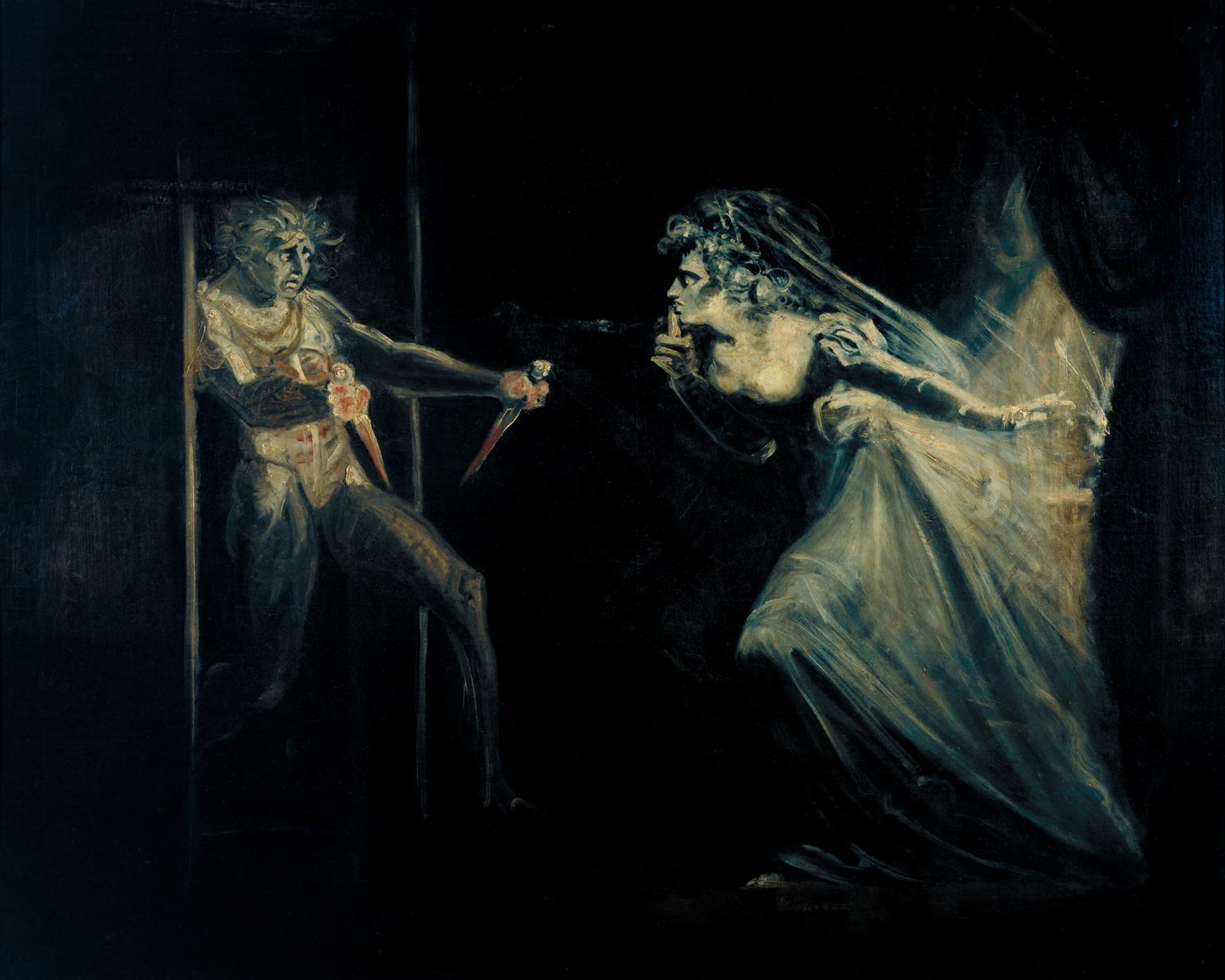
Lady Macbeth con los puñales (1812), Tate Gallery, Londres.

Con el cambio de siglo se introdujo en nuevos géneros como el paisaje, en cuadros y dibujos resueltos de forma expresionista con unas pocas líneas principales: hizo dibujos del Támesis y de Hastings y Ramsgate, sus lugares de veraneo. Continuó con los dibujos eróticos, especialmente de cortesanas vestidas o medio desnudas, donde enfatizaba los componentes eróticos de la moda, tanto en vestidos como en peinados, con unos trazos estilizados que recuerdan la obra de Parmigianino. Entre 1805 y 1806 ilustró un volumen de poemas de Cowper, donde muestra una mayor influencia de Hogarth, especialmente en la expresión facial —Füssli tenía mucho interés por la fisiognomía, e ilustró el Physiognomische Fragmente de su amigo Lavater—. A partir de 1810 se intensifican las tendencias romántico-realistas, con un mayor sentido de lo pintoresco, en obras como Chriemhild sentada junto a una espineta mientras Siegfried la besa (1813, Kunsthaus, Zúrich), Muchacha peinándose contemplada por un joven (1815, Kunsthaus, Zúrich), Víctima de herida de daga sostenida por monjes (1816, Colección Bollag, Zúrich), o Joven encarcelada con un esqueleto, observada por un anciano con armadura (ilustración del Heptameron de Margarita de Navarra, colección privada, Zúrich). Algunas de estas obras parecen prefigurar a Delacroix o Géricault, que en la década de 1820 coincidieron en estilo y temática con la œuvre de Füssli.
En sus últimos años dibujó menos temas históricos y más de inspiración propia, con un tratamiento más realista, aportando una representación más humana de los sentimientos: Liberación de una doncella (1810-20, colección privada, Basilea), El abrazo (1815, Öffentliche Kunstsammlung, Basilea), El duende (1822, Öffentliche Kunstsammlung, Basilea). En especial, el nuevo realismo en su obra se pone de manifiesto en sus dibujos de desnudos, en aguada o con un lápiz muy difuminado, con un tono sereno y equilibrado, con cierta tendencia a la monumentalidad de las formas, pero tratadas con mayor naturalismo. Se percibe la influencia de la escuela veneciana, especialmente Tiziano y Tintoretto. En esa época, sus dibujos eróticos, especialmente de prostitutas, tienen un carácter más íntimo, por lo general en figuras aisladas —no como anteriormente en escenas—, en actitudes menos agresivas que en composiciones anteriores. En un retrato de 1820, Retrato de la señorita Otway-Cave (colección privada, Zúrich), el tratamiento de la figura recuerda la actitud altiva de sus dibujos de cortesanas, con un alargamiento del cuello que recuerda nuevamente a Parmigianino. Una de sus últimas obras de relevancia fue Huida del círculo familiar (1822, Kunsthaus, Zúrich), quizá inspirado en La maldición del padre de Jean-Baptiste Greuze, aunque como era habitual en él exagerando los gestos y la tensión dramática.
Füssli murió en Londres en 1825, en la casa de Susan Coutts, condesa de Guildford, hija de su antiguo mecenas Thomas Coutts. Tuvo pocos discípulos directos (Benjamin Haydon, William Etty, John Martin), pero la obra de Füssli influyó en algunos artistas en los años situados entre los siglos XVIII y XIX, si bien con un tono más moderado y menos manierista, como Alexander Runciman, John Brown, Prince Hoare, George Romney, Thomas Banks, Johan Tobias Sergel y Nicolai Abraham Abildgaard. Pero el artista más sobresaliente en la línea iniciada por Füssli fue William Blake, que llevó el romanticismo de corte manierista a cotas de gran emocionalidad y misticismo, con un fuerte sello subjetivo, casi onírico. Blake fue un gran admirador de Füssli, del que dijo que su capacidad para el dibujo era comparable a la de Miguel Ángel; en su Public Address (Discurso público, 1810), dijo de Füssli que «se ha adelantado cien años a la generación actual», y mencionó como mejores pintores de la historia a Miguel Ángel y Füssli, así como de la poesía a Shakespeare y Milton.
Sin embargo, el estilo iniciado por Füssli tuvo escasa aceptación a nivel general, frente a una línea de corte clasicista más realista defendida en Francia, o frente al neobarroco de gusto burgués en Inglaterra, donde triunfaba la obra de Joshua Reynolds. La obra de Füssli, visionaria y adelantada a su tiempo, fue mejor valorada tras su muerte, en los años de esplendor del romanticismo, así como en el siglo XX por expresionistas y surrealistas.

## Faceta literaria

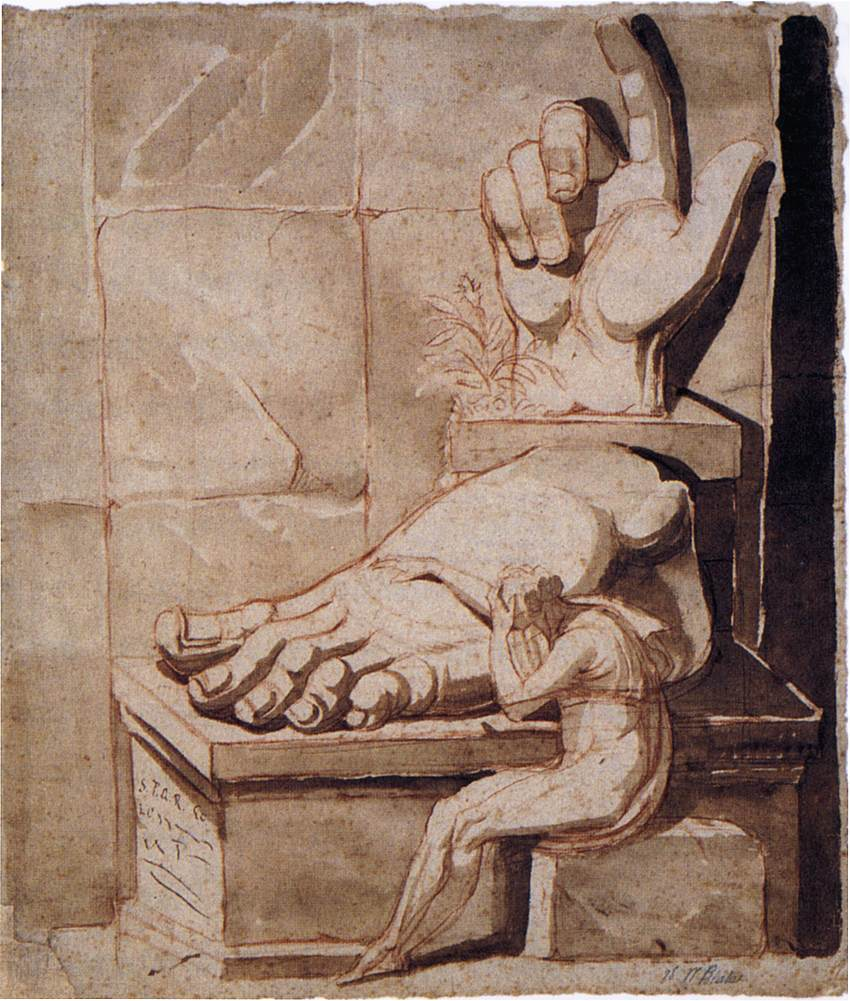
El artista desesperado ante la grandeza de las ruinas antiguas (1778-80), Kunsthaus, Zúrich.

Füssli destacó —especialmente en su juventud— tanto como artista como poeta, con una poesía prerromántica muy cercana al Sturm und Drang. En 1774 Lavater lo comparó a Goethe, e incluso lo consideraba superior en ciertos aspectos. Sus poemas tenían un tono profundamente lírico, inspirados en el poeta inglés Edward Young. Interesado en la finalidad moral de la poesía —concepto que tomó de Klopstock—, su temática se centraba a menudo en la fe y la virtud, así como en la patria y la libertad, como se evidencia en sus Klagen (Lamentaciones, 1763), rapsodias en prosa escritas durante su exilio en Alemania tras criticar públicamente el gobierno cantonal de Zúrich. Otro de sus poemas más famosos es Ode an das Vaterland (Oda a la patria, 1765), donde defiende la figura del político liberal inglés John Wilkes. En 1767 escribió el panfleto Remarks on the Writings and Conduct of J.J. Rousseau (Observaciones sobre los escritos y conducta de J.J. Rousseau), que se publicó de forma anónima, donde reflexiona sobre el filósofo ginebrino a través de una serie de aforismos de gran calidad literaria, que fueron atribuidos inicialmente a Laurence Sterne.
Otro prolífico campo literario de Füssli fue el arte: el zuriqués tenía unos enormes conocimientos de arte que reflejó en varios tratados, como Lectures at the Royal Academy (Conferencias en la Real Academia, 1801), A History of Art in the Schools of Italy (Historia del arte en las escuelas de Italia) y Aphorisms (Aforismos, 1831); también contribuyó en el Dictionary of Artists (Diccionario de artistas) de Pilkington (1805). Por lo general, solía ser bastante crítico con la mayoría de artistas, incluso con los que más le gustaban; algunos de sus opositores le reprochaban estas críticas a su vanidad, a no querer reconocer la deuda contraída con algunos de ellos que habían influido en su obra. En el terreno de la teoría del arte, Füssli era más conservador que en su propia obra, y defendía más el arte clasicista que no otras tendencias menos realistas. Sin embargo, en sus escritos muestra rasgos que serían típicos de la teoría del arte romántica, en especial en su concepción del artista como genio, así como en la importancia de la expresión aun por encima de la belleza.
Se conservan igualmente diversas cartas y manuscritos del artista, muchos de ellos recogidos en la primera biografía que se publicó sobre él en 1831, The Life and Writings of Henry Fuseli (Vida y escritos de Henry Fuseli), de John Knowles. También participó asiduamente en la revista literaria Analytical Review, editada por Joseph Johnson.
Lecciones en la Royal Academy (1801-1823)
- I Sobre el arte moderno (1801)
- II Sobre el arte clásico (1801)
- III Sobre la invención (1801)
- IV Segunda parte sobre la invención (1804)
- V Sobre la composición y la expresión (1802)
- VI Sobre el claroscuro (1812)
- VII Sobre el diseño (1802)
- VIII Sobre el color en la pintura al fresco (1802)
- IX Sobre el color en la pintura al óleo (1802)
- X Sobre la doctrina de las proporciones (1822)
- XI Sobre los métodos predominantes para el estudio de la historia del arte (1823)
- XII Sobre la condición actual del arte (1820)

## Obra seleccionada
- La muerte del cardenal Beaufort (1772) – pluma, tinta, lápiz y baño gris, 82 x 65 cm, Walker Art Gallery, Liverpool.
- Dante y Virgilio en el hielo del Cocito (1774) – pluma y sepia, acuarela, 39 x 27,4 cm, Kunsthaus, Zúrich.
- El artista desesperado ante la grandeza de las ruinas antiguas (1778-80) – lápiz rojo en baño sepia, 41,5 x 35,5 cm, Kunsthaus, Zúrich.
- Ezzelino y Meduna (1779) – óleo sobre tela, 45,7 x 50,8 cm, Sir John Soane's Museum, Londres.
- Juramento en el Rütli (1779-80) – óleo sobre tela, 267 x 178 cm, Rathaus, Zúrich.
- Retrato de mujer joven (1781) – óleo sobre tela, 101 x 127 cm, Detroit Institute of Arts, Detroit.
- La pesadilla (1781) – óleo sobre tela, 101 x 127 cm, Institute of Arts, Detroit.
- Lady Macbeth sonámbula (1781-84) – óleo sobre tela, 221 x 160 cm, Musée du Louvre, París.
- Lady Macbeth (1784) – óleo sobre tela, 221 x 160 cm, Musée du Louvre, París.
- La pesadilla (2ª versión, 1790-91) – óleo sobre tela, 76 x 64 cm, Goethes Elternhaus, Fráncfort del Meno.
- La apoteosis de Penelope Boothby (1792-1794) – óleo sobre tela, 213,61 x 127,25 cm, Colección privada.
- El sueño del pastor (1793) – óleo sobre tela, 154,5 x 215,5 cm, Tate Gallery, Londres.
- El íncubo abandona a la joven durmiente (1793) – óleo sobre tela, 100 x 124 cm, Muraltengut, Zúrich.
- El despertar de Titania (1794) – óleo sobre tela, 169 x 135 cm, Kunsthaus, Zúrich.
- Soledad en el amanecer (1794-96) – óleo sobre tela, 102 x 95 cm, Kunsthaus, Zúrich.
- La bruja nocturna visita a las brujas de Laponia (1796) – óleo sobre tela, 101,6 x 126,4 cm, Metropolitan Museum, Nueva York.
- Silencio (1800) – óleo sobre tela, 63,5 x 51,5 cm, Kunsthaus, Zúrich.
- Polifemo engañado por Ulises (1803) – óleo sobre tela, 91 x 71 cm, Colección particular.
- Titania encuentra el anillo encantado (1804-05) – óleo sobre tela, 61 x 45 cm, Kunsthaus, Zúrich.
- Brunilda observando a Günther (1807) – pincel, pluma y tinta, 48,3 x 31,7 cm, City Museum and Art Gallery, Nottingham.
- Lady Macbeth con los puñales (1812) – óleo sobre tela, 101,6 x 127 cm, Tate Gallery, Londres.

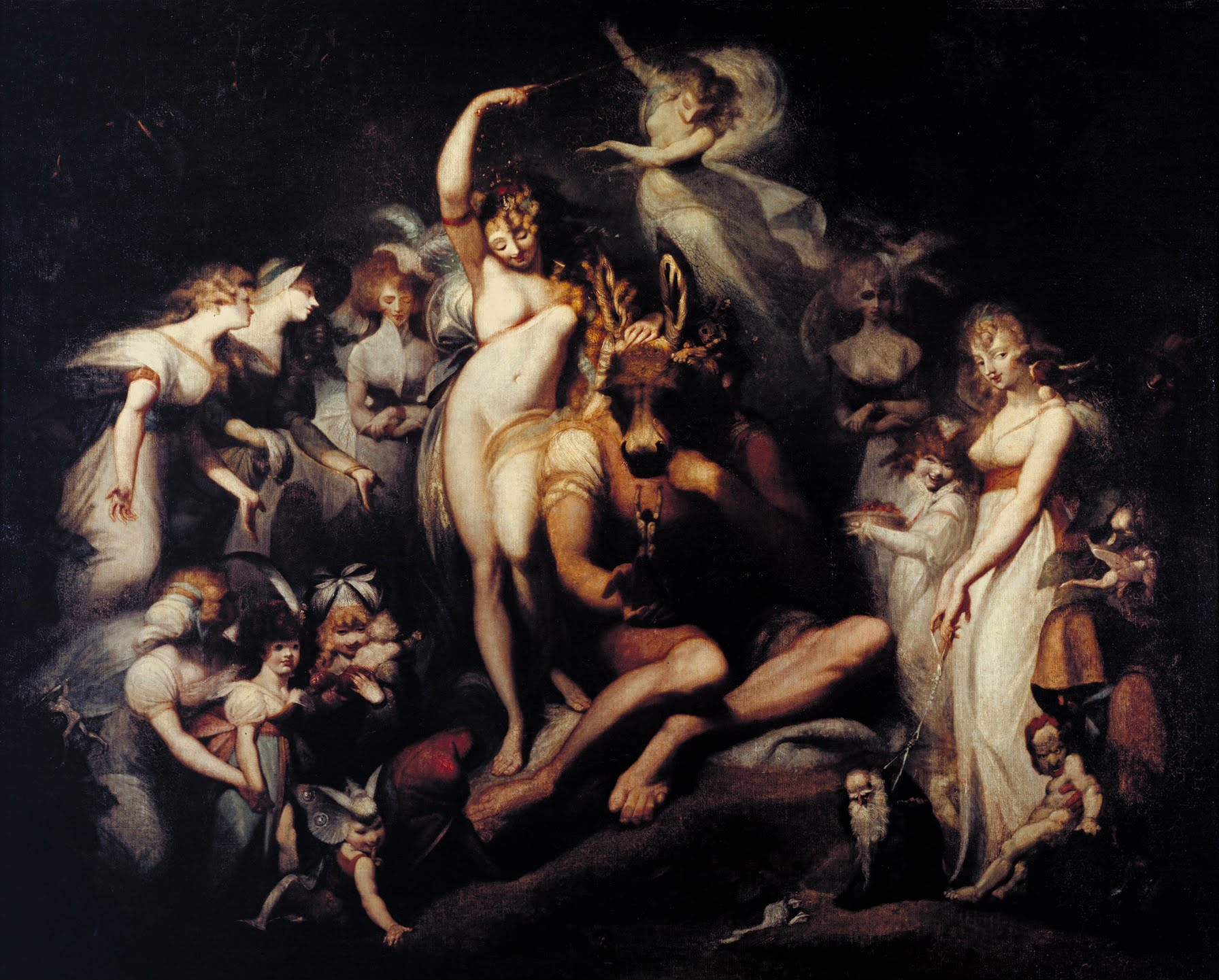
Titania y Bottom (1790), Tate Gallery, Londres.
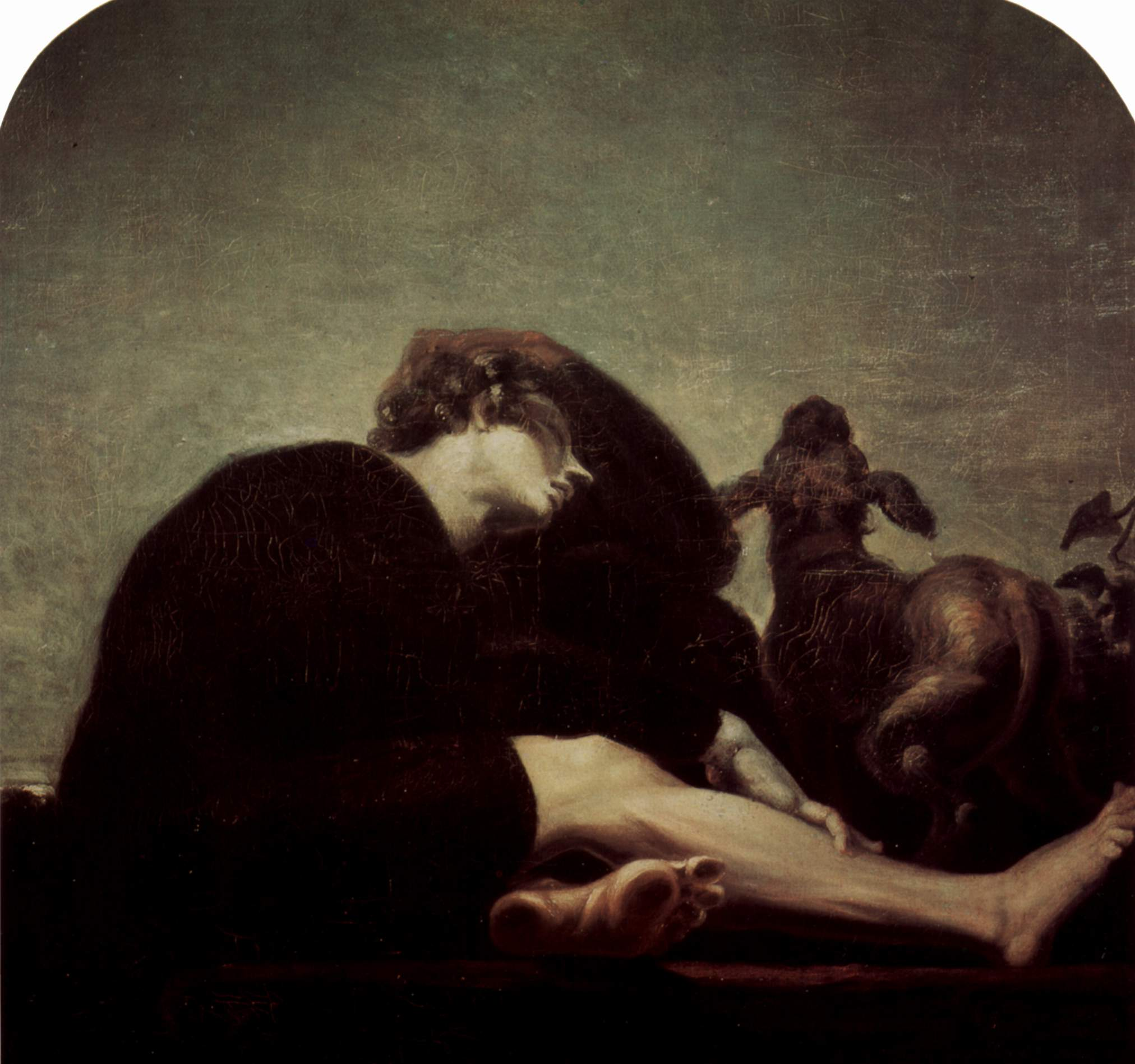
Soledad en el ocaso (1795-1800), colección privada, Zúrich.
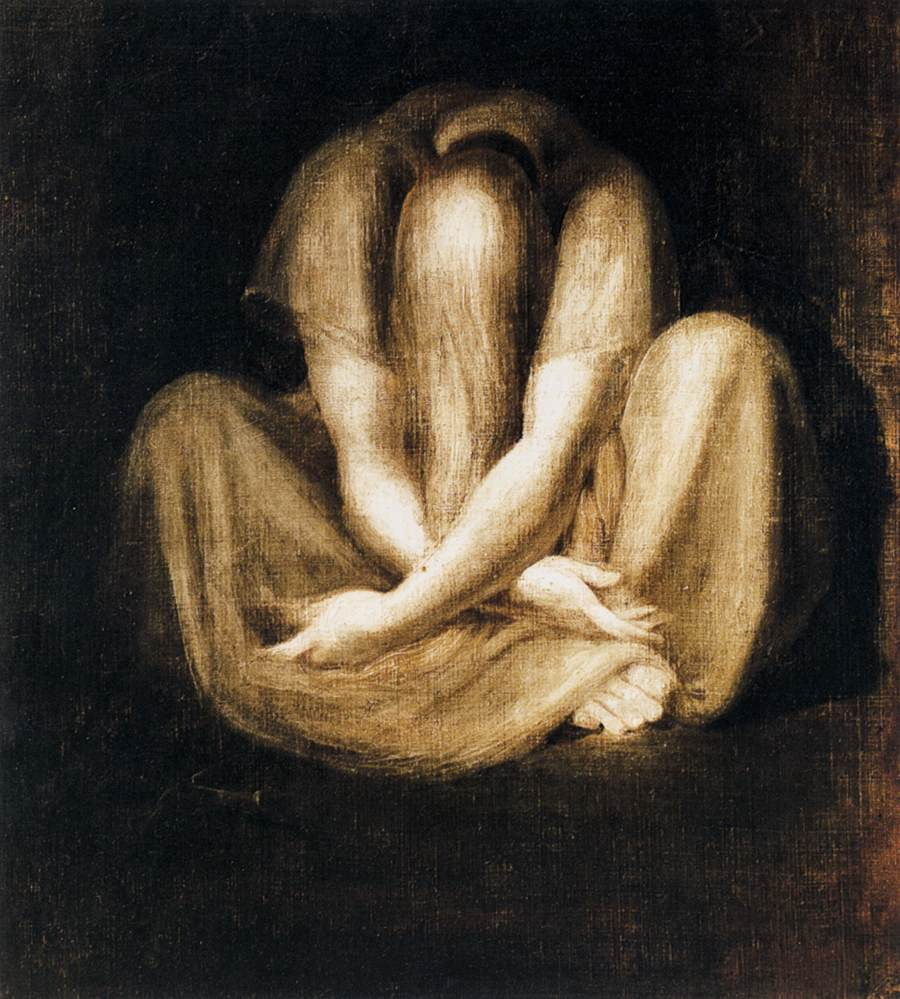
Silencio (1800), Kunsthaus, Zúrich.
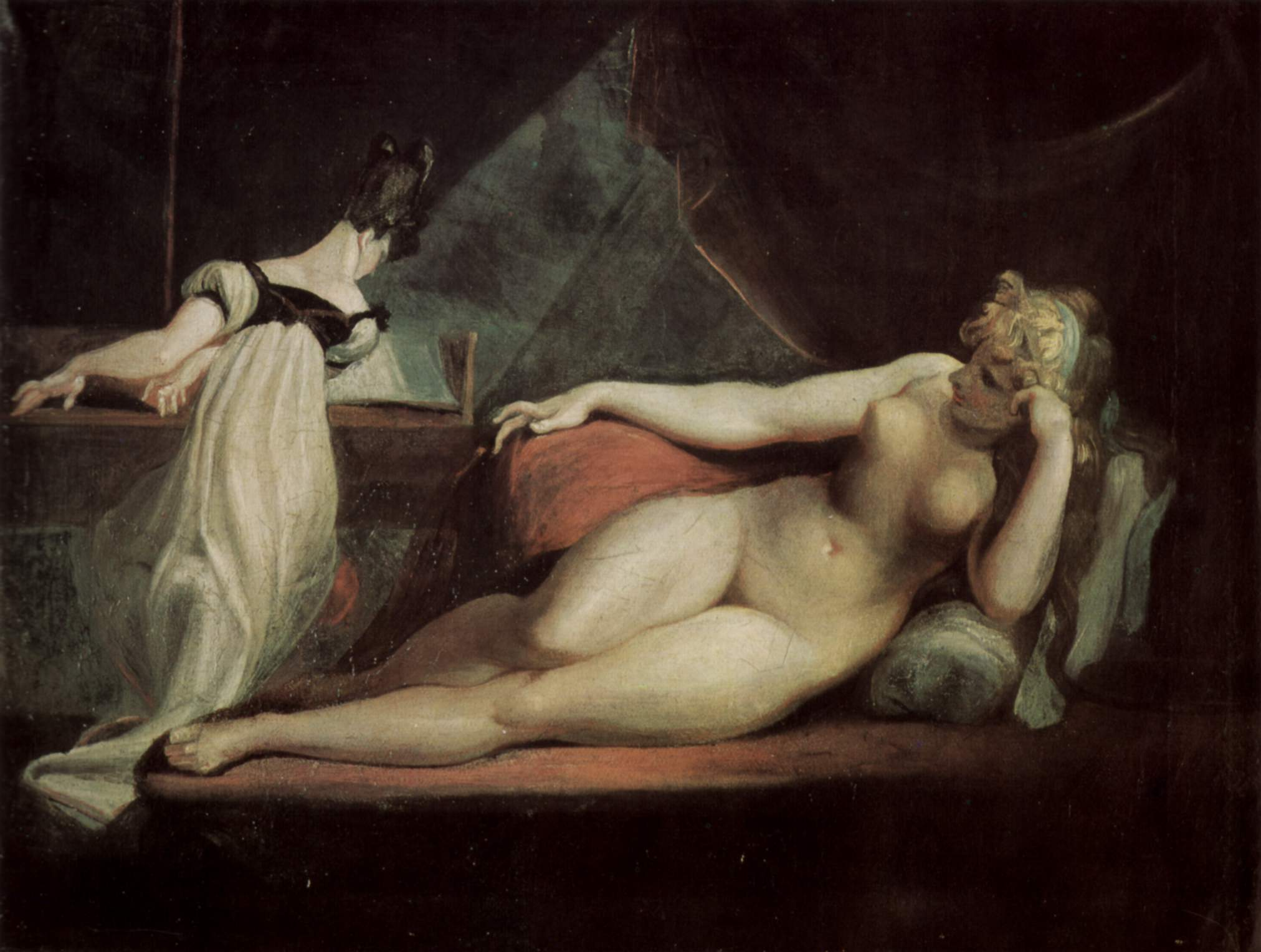
Desnudo echado mientras una mujer toca el piano (1800), Colección Ganz, Chicago.